# Ngôi nhà Levi H. Gale
Ngôi nhà của Levi H. Gale (tiếng Anh: Levi H. Gale House) là một ngôi nhà cổ có tình lịch sử lâu đời tọa lạc ở Newport, Rhode Island. Ngôi nhà ngày được Russell Warren xây dựng vào năm 1835 để dành cho luật sư Levi Gale sử dụng. Ngôi nhà được thiết kế theo phong cách phương Tây với kiến trúc vuông vức, có 02 cột trụ ở tấm lam trước cửa chính ra vào, nhà gồm 2 tầng chính với 01 tầng thượng và tọa lạc giữa hai đường phố giao nhau. Theo hiện trạng, gam màu trắng sáng là màu chủ đạo của ngôi nhà này. Bắt đầu khởi công và xây dựng trong hai năm 1925 đến 1926, quá trình xây dựng ngôi nhà đã được chuyển từ vị trí ban đầu của nó nằm trên Quảng trường Washington đến đây. Giáo đoàn Do Thái gần đó ở Synagogue Touro đã chi trả tiền để di chuyển, xây dựng và bảo vệ ngôi nhà này để sử dụng như là một Trung tâm Cộng đồng Do Thái. Ngôi nhà nằm ở góc của Touro và Division Street. Năm 1971, ngôi nhà Levi Gale đã được bổ sung vào Sổ bộ Địa danh Lịch sử Quốc gia Hoa Kỳ (National Register of Historic Places) và tiếp tục được sử dụng như một trung tâm của cộng đồng Do Thái. Đến nay nó được xem như là một địa chỉ thu hút khách du lịch đến tham quan.